# 刘俊鸿
刘俊鸿（1948年—），天津人，中国前足球运动员和足球教练。球员时代是天津队的主力中场，退役后曾担任天津市体校、天津市女足教练员，后常年在天津队担任教练组组长，并经常担任救火教练，于2000年甲A第十八轮起担任天津泰达代理主教练并成功保级，2003赛季第17轮起任天津泰达教练组组长，成功阻击上海国际夺冠，并带领天津泰达成功保级，进入中超时代，于赛季结束后隐退。